# Celulite (infecção)
A celulite é uma infecção bacteriana que envolve as camadas interiores da pele e afeta especificamente a derme e gordura subcutânea. Sinais e sintomas incluem uma área de vermelhidão, que aumenta de tamanho ao longo de alguns dias. Os limites da área de vermelhidão geralmente não são nítidos e a pele pode ficar inchada. Enquanto em uma vermelhidão muitas vezes fica branca quando a pressão é aplicada, este não é sempre o caso. A área de infecção é geralmente dolorosa. Os vasos linfáticos podem, ocasionalmente, ser envolvidos e a pessoa pode apresentar febre e sensação de cansaço.
As pernas e o rosto são os locais mais comuns envolvidos, embora a celulite pode ocorrer em qualquer parte do corpo. A perna normalmente é afetado depois de uma ruptura da pele. Outros fatores de risco incluem obesidade, inchaço nas pernas, e a velhice. Para infecções faciais, uma ruptura anterior na pele geralmente não é o caso. As bactérias mais comumente envolvidas são os Streptococcus e Staphylococcus aureus. Em contraste com a celulite, a erisipela é uma infecção bacteriana que envolve camadas mais superficiais da pele, e apresentam uma área de vermelhidão com bordas definidas, e mais frequentemente é associada a uma febre. O diagnóstico é geralmente baseado na apresentação de sinais e sintomas, enquanto que a cultura de células é raramente possível. Antes de fazer um diagnóstico, infecções mais graves tais uma infecção óssea na base ou a fasciíte necrosante devem ser descartadas.
O tratamento geralmente é com antibióticos tomados por via oral, tais como a cefalexina, amoxicilina, ou cloxacillina. Para aqueles que apresentam alergia grave à penicilina, eritromicina ou clindamicina podem ser usadas. Quando S. aureus resistentes à meticilina (MRSA) é uma preocupação, doxiciclina ou trimetoprim/sulfametoxazol podem ser recomendados. A preocupação está relacionada com a presença de pus ou infecções anteriores por MRSA. Elevar a área infectada pode ser útil, assim como analgésicos.
Complicações possíveis incluem a formação de abscesso. Cerca de 95% das pessoas ficam melhores depois de sete a dez dias de tratamento. A celulite afetou cerca de 21,2 milhões de pessoas em 2015. Nos Estados Unidos, cerca de dois em cada 1000 pessoas por ano têm um caso afetou a parte inferior da perna. Em 2015, a infecção resultou em cerca de 16,900 mortes em todo o mundo. No Reino Unido, foi o motivo para 1,6% das admissões para um hospital.

## Sinais e sintomas
A celulite é caracterizada por uma mancha vermelha (eritema), com bordes mal definidos, inflamada (inchada, sensível, dolorosa e quente) e que cresce difusamente. Pode formar pus, abcessos e inflamar linfonodos. A infecção sistêmica, quando as bactérias entram na corrente sanguínea, pode causar febre, mal estar, cansaço e infectar outros órgãos. Em raros casos, penetra para as fáscias e causa necrose.

## Causas
A celulite é uma infecção bacteriana causada principalmente pelo gênero estafilococos, como Staphylococcus aureus. Outros agentes etiológicos comum são: Haemophilus influenzae, Helicobacter e mycobacterium.
A celulite submaxilar (nas bochechas), também conhecida como Angina de Ludwig, é geralmente causada por infecções dentárias. Nesse tipo de celulite, são comuns infecções mistas (causadas por bactérias aeróbias e anaeróbias). Esse tipo de celulite, normalmente é causada por estreptococos alfa-hemolíticos, estafilococos e bacteroides.

## Diagnóstico
A celulite é, na maioria das vezes, um diagnóstico clínico, prontamente identificado pela história e exame físico como manchas vermelhas com bordes difusos que crescem rapidamente com inchaço e calor (inflamação subcutânea difusa), ocasionalmente associadas à inflamação de linfonodos locais.  A celulite associada com furúnculos, carbúnculo ou abscessos é geralmente causada por S. aureus, que pode afetar as decisões de tratamento, especialmente a seleção de antibióticos. A aspiração cutânea da celulite não purulenta, geralmente causada por organismos estreptocócicos, raramente é útil ou necessária para o diagnóstico ou tratamento e as culturas de sangue são positivas em menos de 5% de todos os casos.

### Dx diferenciais
Diagnósticos diferenciais incluem a erisipela (infecção da pele superficial), acne, impetigo, dermatite de contato, seborreia, fasciíte necrosante e trombose venosa profunda.

## Tratamento
O tratamento é normalmente com antibióticos tomados por via oral, como cefalexina, amoxicilina ou ciprofloxacino. Naqueles que são seriamente alérgicos à penicilina, pode-se usar eritromicina ou clindamicina. Quando o Staphylococcus aureus resistente à meticilina (MRSA) é uma preocupação, recomenda-se a adição de doxiciclina ou trimetoprim/sulfametoxazol. Elevar a área infectada pode ser útil, assim como os analgésicos AINEs.